# Сводная стрелковая бригада ВВС Украины
Сводная стрелковая бригада (укр. Зведена стрілецька бригада) — сводное подразделение военнослужащих ВВС Украины. Создана в 2023 году на базе Сводного отряда «Дикая утка» ВВС Украины.

## Формирование
Формирование Сводного отряда «Дикая утка» (укр. Зведений загін «Дика качка») из военнослужащих частей ВВС Украины началось 15 сентября 2014 (в соответствии с приказом командующего Воздушных сил Украины генерала-полковника Ю. А. Байдака от 12 сентября 2014 года) в городе Васильков Киевской области. Командиром сводного отряда был назначен полковник Богдан Бондарь, его заместителем — полковник Николай Левицкий, а начальником штаба — офицер одной из частей Винницкого гарнизона подполковник Александр Березин. Сообщается, что все 200 военнослужащих являлись добровольцами и треть личного состава составляли офицеры.
В дальнейшем, военнослужащие подразделения прошли двухдневное боевое слаживание на базе 240-го Центра подготовки подразделений 8-го армейского корпуса.

## Деятельность
24 сентября 2014 отряд отбыл в Днепропетровск, а 25 сентября — введён в зону боевых действий на востоке Украины.
25-29 сентября 2014 местом дислокации отряда являлось село Тоненькое Ясиноватского района Донецкой области. Здесь военнослужащие подразделения впервые были обстреляны.
29 сентября 2014 в результате обстрела автоколонны отряда из РСЗО «Град» со стороны Донецка были уничтожены пять из девяти грузовиков отряда с грузом продуктов и вещевого имущества, ранен старший прапорщик Игорь Польный.
30 сентября 2014 отряд прибыл в район Авдеевки, где сменил выведенную на отдых и доукомплектование воинскую часть. В следующие дни по предложению одного из военнослужащих отряда отряд получил название «Дикая утка» (сначала бывшее неофициальным, но позднее закреплённое на изготовленных волонтёрами нарукавных шевронах, а после получения флага подразделения утверждённое официально).
В течение 40 из 44 дней нахождения в зоне боевых действий сводный отряд удерживал позиции на участке фронта в районе военного городка недалеко от Донецкого аэропорта, неоднократно находился под артиллерийскими обстрелами. Потери отряда за эти 44 дня составили одного офицера погибшим (майор Ярослав Костышин) и 7 человек ранеными.
В дальнейшем, в ходе ротации личного состава отряд был выведен из зоны боевых действий.
22 января 2015 погибли ещё два военнослужащих отряда (майор В. В. Петренко и солдат Д. Г. Попович).
23 марта 2015 в результате обстрела позиций отряда из миномётов и танков погиб пулемётчик Юрий Савицкий, ещё три военнослужащих отряда получили тяжёлые ранения.
В конце марта 2015 года подразделение получило партию снаряжения от украинской диаспоры Канады (40 разгрузочных жилетов, навигатор и др.).
9 апреля 2015 года состоялась ротация личного состава отряда. Сообщается, что после ротации численность отряда составляет 300 военнослужащих, в отряде служат представители всех специальностей военно-воздушных сил, за исключением авиаторов (от связистов до военнослужащих расчётов зенитно-ракетных комплексов ПВО).
В начале июня 2015 батальон вновь прибыл в Донецкую область, заменив на позиции «Зенит» личный состав 11-го мотопехотного батальона.

## Техника, вооружение и снаряжение
Личный состав сводного отряда был обмундирован в польскую униформу, вооружён стрелковым оружием (автоматами АК-74). Также на вооружение отряда были переданы крупнокалиберные пулемёты ДШК, ручные противотанковые гранатомёты, станковые гранатомёты СПГ-9, 30-мм автоматические станковые гранатомёты АГС-17, миномёты, несколько зенитных установок ЗУ-23-2 и один танк.
В дальнейшем, 15 февраля 2015 года, на вооружение отряда поступил бронетранспортёр БТР-70, ранее находившийся на вооружении бригады транспортной авиации (который был отремонтирован и оснащён комплектом решётчатых противокумулятивных экранов).
К лету 2015 года на вооружении отряда имелись ПТРК.
В распоряжении отряда имеется автомобильная техника (грузовики КамАЗ и КрАЗ).